# Mare Nostrum (1926)
Mare Nostrum is een Amerikaanse oorlogsfilm uit 1926 onder regie van Rex Ingram. Het scenario is gebaseerd op de gelijknamige roman uit 1918 van de Spaanse auteur Vicente Blasco Ibáñez. Destijds werd de film in Nederland uitgebracht onder de titel Onze zee.

## Verhaal
Ulysses Ferragut is al sedert zijn jeugdjaren geboeid door verhalen over de zee. Zijn vader wil dat hij advocaat wordt, maar Ulysses zet zijn wil door en kiest voor een bestaan als zeeman. Van zijn spaargeld koopt hij een vrachtschip. Omdat de vraag naar vrachtschepen toeneemt, doet Ulysses gouden zaken tijdens de oorlog. In Italië maakt hij kennis met een vrouw die als twee druppels water lijkt op een schilderij van de zeegodin Amphitrite.

## Rolverdeling
| Acteur               | Personage                      |
| -------------------- | ------------------------------ |
| Apollon Uni          | De Triton (proloog)            |
| Álex Nova            | Don Estebán Ferragut (proloog) |
| Kada-Abd-el-Kader    | Ulysses (proloog)              |
| Hughie Mack          | Caragol                        |
| Alice Terry          | Freya Talberg                  |
| Antonio Moreno       | Ulysses Ferragut               |
| Mademoiselle Kithnou | Doña Cinta                     |
| Mickey Brantford     | Estebán                        |
| Rosita Ramírez       | Pepita                         |
| Frédéric Mariotti    | Toni                           |
| Pâquerette           | Dr. Fedelmann                  |
| Fernand Mailly       | Graaf Kaledine                 |
| Andrews Engelmann    | Bevelhebber van de onderzeeër  |